# Рыбаков, Макар Андреевич
Мака́р Андре́евич Рыбако́в (1891 — 1970) — русский советский писатель и драматург. Член Союза писателей СССР с 1935.

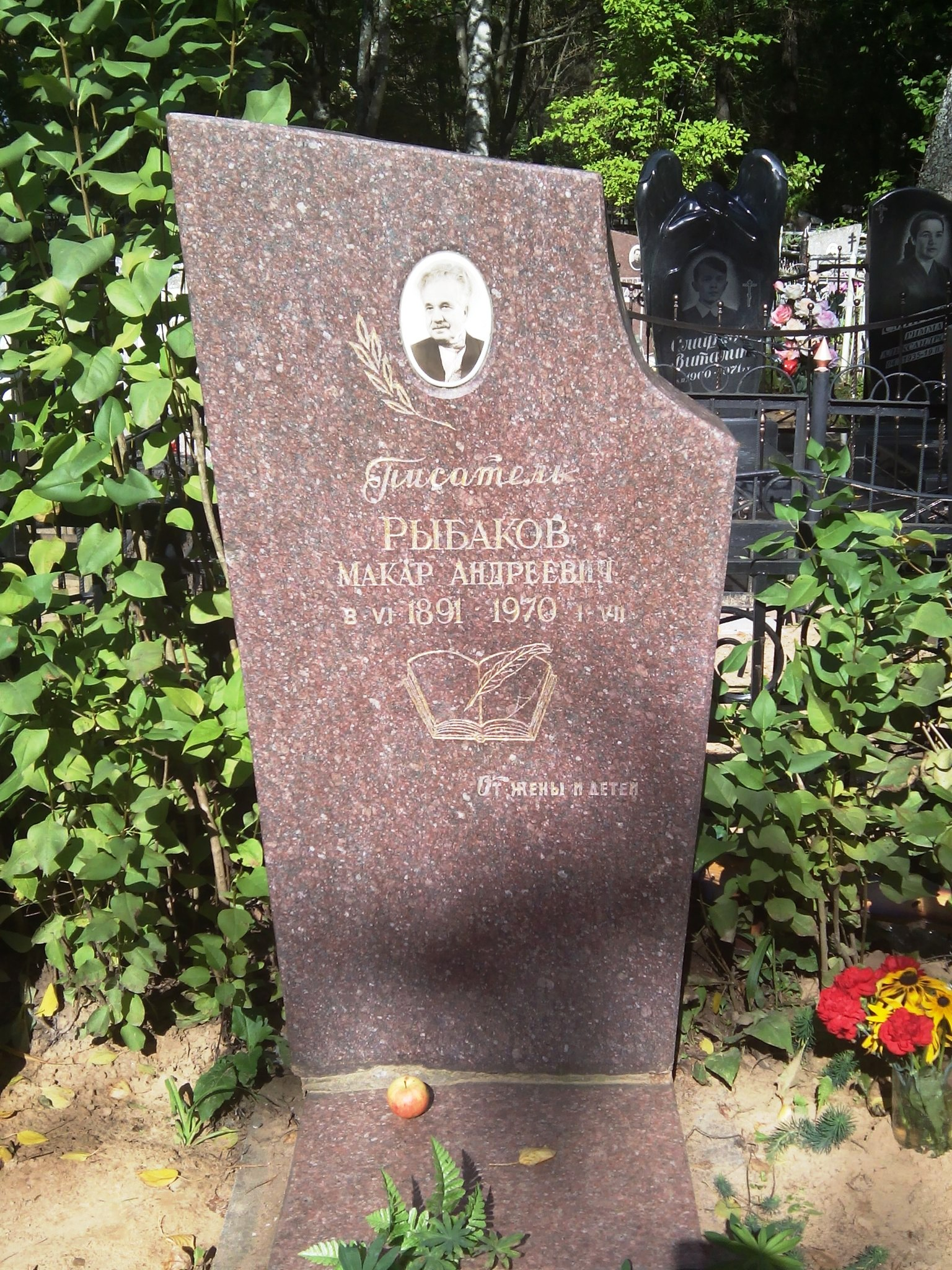
Могила Рыбакова на Центральном кладбище города Кимры Тверской области.

## Биография
Родился в деревне Маркуши (ныне в Кимрском районе Тверской области). Первоначально учился в церковно-приходской школе. Окончил Литературный институт имени М. Горького (в 1940 году).
Был участником борьбы за советскую власть в Калязинском уезде, в 1918 уездный комиссар земледелия и председатель сельскохозяйственной коммуны.
С 1921 жил в Кимрах. В 1921—1959 организатор и преподаватель бухгалтерских курсов.
Начал печататься с 1928 (первый рассказ «В бане»). Некоторые произведения были опубликованы под псевдонимом М. Сапожник. Многие произведения посвящены жизни кимрских сапожников-кустарей; все романы Рыбакова во многом биографичны.
Несколько раз с успехом выступал в тверских литературных объединениях.
Скончался и погребён в Кимрах.

## Награды
- орден Трудового Красного Знамени (28.10.1967)

## Наиболее известные романы
- «Пробуждение» (1958)
- «Лихолетье» (1960)
- «Бурелом» (1962)
- «Первопуток» (1966)

## Пьесы
- «Костоед» (1931)
- «Зайчина» (1934).